# Игнатенко, Дмитрий Владимирович
Дми́трий Влади́мирович Игнате́нко (27 января 1969, Ленинград, СССР) — советский и российский футболист, защитник, полузащитник.

## Карьера
Воспитанник футбольной школы ленинградского «Зенита». Учился в Ленинградском политехническом институте. С 1985 года играл за дубль команды. В 1988—1989 годах сыграл 9 игр в чемпионате СССР. В 1990 году играл в командах «Башсельмаш», «Светотехника», «Зенит» Ижевск. В 1991 году выступал за «Шахтёр» Караганда. В следующем году перешёл в «Луч», в составе которого провёл в 1993 году 28 матчей в высшей лиге. Завершил карьеру в 1994 году в «Локомотиве» СПб.
Брат-близнец Максим провёл за «Зенит» одну игру — ответный матч 1/16 Кубка СССР 1989/90 против «Крыльев Советов» (0:4).
Занимался строительным бизнесом. В 2018 году открыл центр футбольной подготовки «Возрождение» на стадионе «Кировец». В 2020 году стал новым владельцем АО «Стадион „Кировец“», которое принадлежало АО «Кировский завод».